# Roberto Jorge Santoro
Roberto Jorge Santoro (Barrio de Chacarita, Ciudad Autónoma de Buenos Aires, Argentina 17 de abril de 1939 – detenido-desaparecido el 1° de junio de 1977 en el barrio de Once, Ciudad Autónoma de Buenos Aires, Argentina) fue un poeta, editor, artista visual y director de revistas literarias.

## Biografía
Nació en la Ciudad Autónoma de Buenos Aires y, a los cuatro años, se trasladó junto a su familia a una vivienda ubicada en Fraga 568, en el barrio de Chacarita. Fue hijo de Salvador Santoro, inmigrante italiano que trabajó como repartidor para una fábrica y vendedor en un puesto de feria del Mercado del Abasto, y de Emilia Delisio, quien se desempeñó como empleada administrativa y modista. Tuvo una hermana llamada Emilia Cristina Santoro, conocida familiarmente como “Neneco”.
Realizó sus estudios primarios en la Escuela N.º 18 D.E. 14, situada en la intersección de Federico Lacroze, Fraga y Roseti. Completó la educación secundaria en el Colegio Manuel Belgrano, ubicado en La Pampa y Vuelta de Obligado. También cursó estudios de francés en la Alianza Francesa.
Tras finalizar el bachillerato, ingresó en la Facultad de Filosofía y Letras de la Universidad de Buenos Aires. La carrera quedó interrumpida debido al cumplimiento del servicio militar obligatorio en la Armada Argentina. Durante ese período, fue reconocido por su desempeño y seleccionado para participar en el octavo viaje de instrucción del buque escuela La Argentina, recorriendo países como Sudáfrica, Australia y Nueva Zelanda, entre otros destinos.
El 16 de diciembre de 1965, contrajo matrimonio con Dolores Méndez y, al año siguiente, nació su hija, Paula Santoro.
A lo largo de su vida, además de su actividad literaria y periodística, ejerció múltiples oficios y empleos. Trabajó como vendedor en el mercado de Forest (ubicado en Lacroze y Olleros), donde primero atendió un almacén y luego un puesto de artículos de limpieza. Fue empleado en el Sindicato de Músicos, pintor de brocha gorda y preceptor de colegio secundario.
El 1 de junio de 1977, Roberto Jorge Santoro fue detenido y secuestrado en su lugar de trabajo, la Escuela Nacional de Educación Técnica N.º 25 "Teniente Primero de Artillería Fray Luis Beltrán", ubicada en el barrio de Once, Ciudad de Buenos Aires. Un grupo de tareas, vestido de civil y haciéndose pasar por familiares de un alumno, ingresó al establecimiento, detuvo y secuestró a Santoro. Hasta la fecha, Roberto Jorge Santoro continúa desaparecido.

## Militancia
Roberto Jorge Santoro desarrolló una intensa actividad militante vinculada al campo cultural y literario argentino durante las décadas de 1960 y 1970. Desde sus primeros años de participación, cuestionó las estructuras institucionales dominantes y promovió espacios de organización cultural popular.

Manifiesto Ante La Desunión de Escritores (1963)

En 1963 impulsó, junto a Marcos Silber, Ramón Plaza y Gerardo Berenstein, el Manifiesto Ante la Desunión de Escritores, primer documento cultural del Grupo Barrilete, que denunciaba la falta de representatividad en la Sociedad Argentina de Escritores (SADE) y proponía su democratización, para abrirla a escritores comprometidos con las problemáticas sociales. Ese mismo año comenzó a participar activamente en la Alianza Nacional de Intelectuales, un espacio promovido por sectores del Partido Comunista que convocaba a trabajadores de la cultura a favor de una transformación social. En ese marco, en abril de 1964 pronunció un discurso en el que reclamó una cultura nacional auténtica, construida desde el trabajo colectivo de escritores, artistas, músicos y cineastas, y planteó la necesidad de garantizar derechos laborales para los intelectuales. A mediados de los años 60 integró el Movimiento Gente Nueva, lista de escritores que se postuló en las elecciones directivas de la SADE. Entre sus integrantes figuraron Pedro Orgambide, Dalmiro Sáenz, Horacio Salas, Marcos Silber, Rafael Alberto Vásquez y el propio Santoro. Aunque la lista no resultó electa, sus planteos sentaron las bases para posteriores experiencias gremiales en el ámbito literario. En 1968 se incorporó al Frente de Artistas Trabajadores de la Cultura (FATRAC), y a partir de 1972 participó en el Frente Antiimperialista y por el Socialismo (FAS), organizaciones que nucleaban a escritores, artistas y trabajadores de la cultura con fines de denuncia y militancia cultural popular. En este período profundizó su compromiso político al integrarse al Partido Revolucionario de los Trabajadores (PRT), participando de sus frentes culturales.
En 1975 participó en la conformación de la Asociación Gremial de Escritores (AGE), continuidad de los planteos esbozados por el Movimiento Gente Nueva. La agrupación presentó una lista encabezada por Elías Castelnuovo, con participación de David Viñas, Humberto Costantini, Liliana Heker, Oscar Barros, Carlos Patiño, Lucina Álvarez, y María Rosa Oliver, entre otros y otras. La AGE se propuso organizar a los escritores en defensa de sus condiciones laborales y derechos culturales, y enfrentar la censura y la represión impulsadas desde el Estado y las corporaciones editoriales.
La trayectoria militante de Santoro lo posicionó como una figura relevante en el movimiento cultural argentino de los años 60 y 70, activo en el gremialismo de escritores, los frentes culturales revolucionarios y las revistas independientes. Desde esos espacios denunció la desigualdad social, la represión estatal y las formas de dominación cultural e imperialista.

## Santoro poeta

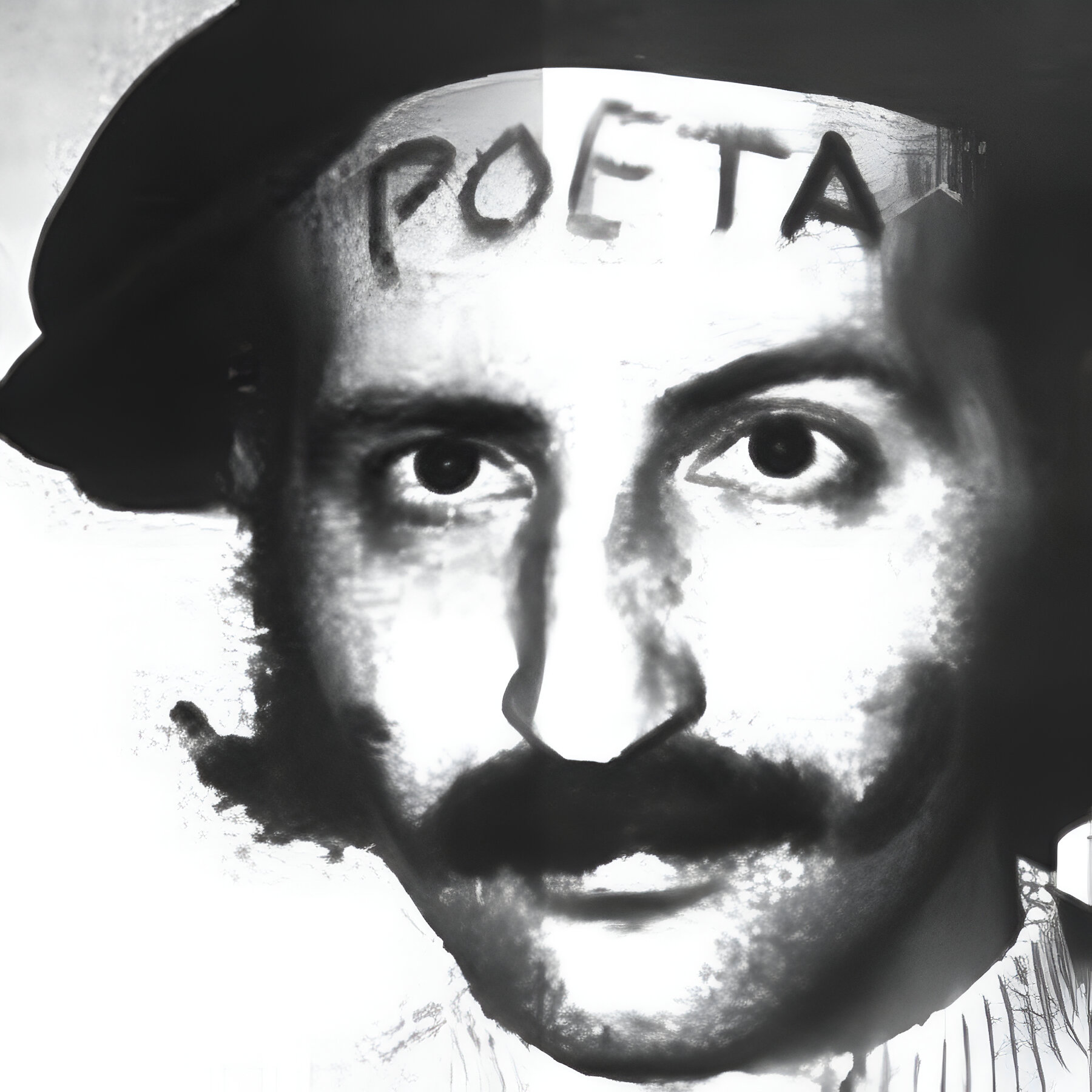
Roberto Jorge Santoro

La poesía de Roberto Jorge Santoro se caracterizó por una estrecha unidad entre su vida y su producción literaria, entendiendo el acto poético como una manifestación de libertad y como un recurso para la expresión personal, social y política. Para Santoro, la poesía cumplía una función social definida, orientada a “cantar y curar con el canto las heridas del mundo”. Se identificó como un “obrero de la palabra” y rechazó la figura del “poeta encerrado en su torre de marfil”, proponiendo en cambio una poesía accesible, combativa y destinada a circular entre quienes participaban activamente en las calles y en las luchas sociales. En cuanto a su estilo, su obra representó una ruptura deliberada con los esquemas literarios establecidos y con las corrientes predominantes en la generación del ’40. Incorporó un lenguaje popular, vernáculo y lunfardo, y optó por el verso libre y las métricas irregulares. Su poesía se distinguió por ser directa, cruda y realista, con el propósito de que el lector reconociera en ella una verdad compartida. Se autodefinió como un “realista del sur” y su producción evitó alinearse con las corrientes decadentistas, románticas o modernistas. Entre los rasgos formales de su escritura, fue frecuente la yuxtaposición de imágenes y la ausencia de puntuación. La obra de Santoro integró al menos cuatro vertientes principales: el surrealismo, la literatura social (también conocida como boedismo), el costumbrismo y el existencialismo. Aunque reconoció su vínculo con el surrealismo, destacó que en su caso se encontraba condicionado por la coyuntura política y social de América Latina, diferenciándose de una propuesta meramente estética o subordinada al control racional. Tanto él como su grupo defendieron la creación poética como un acto consciente, en oposición a la inspiración entendida en términos románticos. Las temáticas de su poesía abarcaron una amplia variedad de registros, que fueron profundizándose a lo largo de su trayectoria, siempre con anclaje en la realidad argentina. Sus primeras composiciones abordaron temas como el dolor del crecimiento, la infancia, la esperanza, la confianza vital y la búsqueda de verdad y justicia. Una constante a lo largo de su producción fue la representación de la ciudad de Buenos Aires, sus barrios, el fútbol y el tango, habitualmente desde una perspectiva costumbrista. El fútbol, en particular, constituyó un eje temático recurrente en su obra. Con el paso del tiempo, su compromiso político se volvió más explícito, y concibió a la poesía como una “puesta en palabras del recorrido vital” de quien se reafirmaba revolucionario. En sus textos posteriores, la denuncia política adquirió un carácter central y directo, incluyendo referencias a la desaparición de militantes, la tortura y los fusilamientos.

Una boleta de Prode en la cabeza - Roberto Jorge Santoro

Santoro entendió la poesía como un instrumento de conocimiento y un arma de lucha, aspirando a construir una “palabra caliente, que se necesita, que sirva, que sea revolucionaria”, capaz de comprometerse con las luchas populares. A pesar de la progresiva radicalización política, sus últimos poemas continuaron explorando temas como el amor, el dolor, la esperanza y la alegría, considerados por él elementos inseparables de un “recorrido vital revolucionario”. Su trayectoria poética conformó un itinerario complejo y no lineal, atravesado por una lucha constante y por una sostenida conciencia acerca de la necesidad de transformar la sociedad. Desde sus primeras expresiones, en las que ya se percibía una “bronca hecha poema”, hasta sus textos finales de abierta denuncia, su obra mantuvo un humanismo vitalista y una firme confianza en la posibilidad de cambio social. En conjunto, su poesía constituyó la formulación literaria de una vida que se reafirmaba revolucionaria, un camino marcado por el dolor y por la búsqueda de ruptura con el aislamiento artístico.
Roberto Jorge Santoro fue autor de trece libros de poesía, una antología de relatos, crónicas y cuentos sobre fútbol, y participó en dos discos musicales, cuyas letras fueron de su autoría. Su primer libro de poesía, Oficio desesperado, se publicó en 1962 por la editorial Cuadernos del Alfarero. Ese mismo año apareció De tango y lo demás, por la Editorial El Barrilete. En 1964, esta obra tuvo una versión definitiva, ampliada con nuevos poemas, auspiciada por el Fondo Nacional de las Artes y con arte de tapa de Oscar Grillo, también bajo el sello de la Editorial El Barrilete. En 1963 publicó El último tranvía, volumen que reunió cinco poemas ilustrados con xilografías de Miguel Ángel Rozzisi, editado por la Editorial El Barrilete. Ese mismo año apareció Nacimiento de la tierra, por Cuadernos Australes, con xilografía de Eduardo Audivert en la tapa. En 1964 editó Pedradas con mi Patria, obra que recogió poemas escritos entre 1959 y 1962, acompañados por dibujos de Oscar Smoje, publicada por la Editorial El Barrilete. En 1967 publicó En pocas palabras, una plaqueta de poesía editada por Ediciones Hechas a Mano. En 1971 apareció Literatura de la pelota, por Editorial Papeles de Buenos Aires, considerada la primera antología argentina dedicada al fútbol desde una perspectiva literaria. Reunió cuentos, artículos periodísticos y crónicas vinculadas al fútbol, escritas por autores de distintas generaciones y estilos. Entre los escritores incluidos se encontraban nombres reconocidos y otros menos difundidos en ese momento. Santoro no solo seleccionó los textos, sino que escribió un prólogo que contextualizaba el vínculo entre fútbol y literatura en la cultura popular argentina, defendiendo su valor artístico y social. La obra tuvo relevancia por ser pionera en sistematizar la presencia del fútbol en la literatura nacional y por incorporar materiales que hasta entonces no se habían reunido en un libro de esta naturaleza.

Collage Original de Roberto Jorge Santoro - 1968

Ese mismo año, y con la misma editorial, publicó A ras del suelo, una carpeta que reunió ocho poemas ilustrados por Carlos Barbieri, Walter Canevaro y Jorge Werffeli. En 1972 publicó Uno más uno humanidad, por Ediciones Dead Weight de Ariel Canzani, y Desafío, ilustrado por Pedro Gaeta, por la Editorial Gente de Buenos Aires. Ese año se estrenó también su tragedia musical En esta tierra lo que mata es la humedad, con música de Raúl Parentella y dirección de Lorenzo Quinteros. A partir de esta obra, el sello discográfico Music Hall editó un LP con diez canciones, nueve de ellas con letra de Santoro. En 1973 publicó Poesía en general, un libro-caja que contenía veinte poemas y dieciocho ilustraciones de artistas plásticos diversos. Ese mismo año aparecieron Cuatro canciones y un vuelo, con ilustraciones de Pedro Gaeta, por la Editorial Gente de Buenos Aires, y Las cosas claras, por la Editorial La Trenza Loca. En 1974 proyectó junto a Jorge Cutello un disco titulado Lo que no veo no lo creo, que no llegó a grabarse, aunque se conservaron las letras y composiciones preparadas para ese material. Su último libro publicado en vida fue No negociable (1975), editado en formato de libro-carpeta como parte de la colección La Pluma y la Palabra, dirigida por el propio autor dentro de la Editorial Papeles de Buenos Aires. Este volumen integró el número 18 de dicha colección.

## Santoro y el fútbol

Literatura de la pelota (1971) - Editorial Papeles de Buenos Aires

Roberto Jorge Santoro, reconocido por su profunda pasión por el fútbol, la expresó tanto en su vida personal como en su obra literaria. Fue hincha de Racing Club de Avellaneda. En 1971 compiló Literatura de la pelota, una antología pionera que reunió diversos géneros literarios, como la poesía, las crónicas periodísticas, fragmentos de novelas, testimonios y otras referencias, para abordar el fútbol no solo como deporte, sino también como fenómeno social, cultural y político, así como un sentimiento colectivo y popular. Santoro dedicó varios años a la investigación, búsqueda y selección de materiales para esta antología. Durante ese proceso, visitó bibliotecas populares, librerías, hemerotecas, archivos de la Asociación del Fútbol Argentino (AFA) y estadios, donde entrevistó a hinchas de distintos clubes y documentó canciones de cancha. La selección de autores incluidos en la antología contó con figuras como Augusto Mario Delfino, Horacio Quiroga, José Gabriel, Roberto Arlt, Baldomero Fernández Moreno, Ezequiel Martínez Estrada, Last Reason, Héctor Gagliardi, Leopoldo Marechal, Mario Jorge De Lellis, Luis Medrano y Manuel Mujica Lainez, entre otros. La antología fue reeditada en 2007 por Ediciones Lea, dentro de su colección Filo y Contrafilo. Esta nueva edición incluyó una ilustración de tapa realizada por Pedro Gaeta, un prólogo del periodista Alejandro Apo y un estudio preliminar detallado y exhaustivo elaborado por Lilian Garrido.

## La Cosa

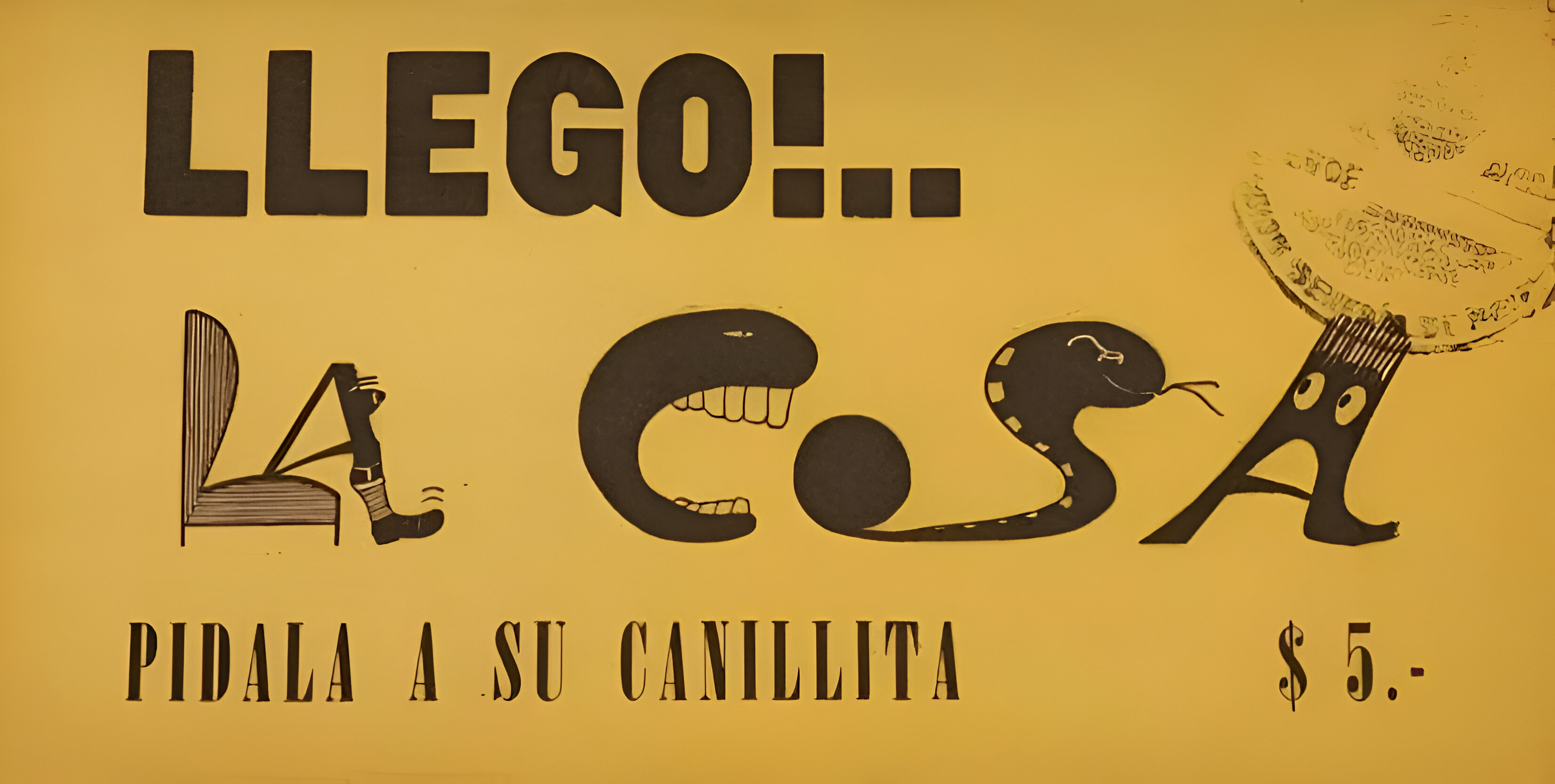
Afiche promocional original de la Revista Mural La Cosa (1962).

Revista mural La Cosa. Aparecedario Satírico fue concebida por el poeta argentino Roberto Jorge Santoro en 1960, constituyendo su primer proyecto editorial y antecedente de sus libros Oficio desesperado y De tango y lo demás, ambos publicados en 1962. Publicada entre abril y julio de 1962 con una numeración ficticia como N.º 4, la revista tuvo un único número de tirada limitada y circulación autogestionada en espacios públicos de Buenos Aires, mediante venta directa y la difusión de afiches. Dirigida por Santoro, contó con la participación de Gerardo Berensztein, Gerardo Krauss y Norberto Salguero en la redacción de los textos, y de Rodolfo Campodónico en las ilustraciones y diseño gráfico. De formato mural, se trataba de una hoja impresa en ambas caras, sin pliegues y sin imágenes fotográficas, que incluía cuentos, poemas, manifiestos apócrifos, diálogos, publicidades paródicas, instrucciones cívicas y textos humorísticos, atravesados por la sátira política, el absurdo y la ironía. Como marca distintiva, llevaba una huella dactilar en tinta roja en su esquina inferior derecha. Atenta al lenguaje cotidiano, recogía frases de la calle, grafitis y expresiones populares, para exponer lugares comunes, contradicciones y vacíos de sentido en discursos políticos, intelectuales y conversaciones urbanas. En 1963 se elaboró un segundo número, con participación de Marcos Silber, Gerardo Berensztein y Ramón Plaza, que incluía un “Manifiesto ante la desunión de escritores”, crítica a la Sociedad Argentina de Escritores (SADE) y reflexión sobre la función gremial y cultural de los escritores. Ese segundo ejemplar, previsto en un formato de revista-sobre, nunca llegó a publicarse debido a la desaparición de Norberto Salguero con los fondos destinados a su impresión. Este hecho frustró definitivamente la continuidad de La Cosa, aunque en agosto de ese mismo año Santoro inició la Revista El Barrilete/Barrilete, donde en algunos números reapareció la sección “La Cosa Humor”, recuperando el tono satírico de su primera experiencia editorial.

## Barrilete

### Grupo Barrilete

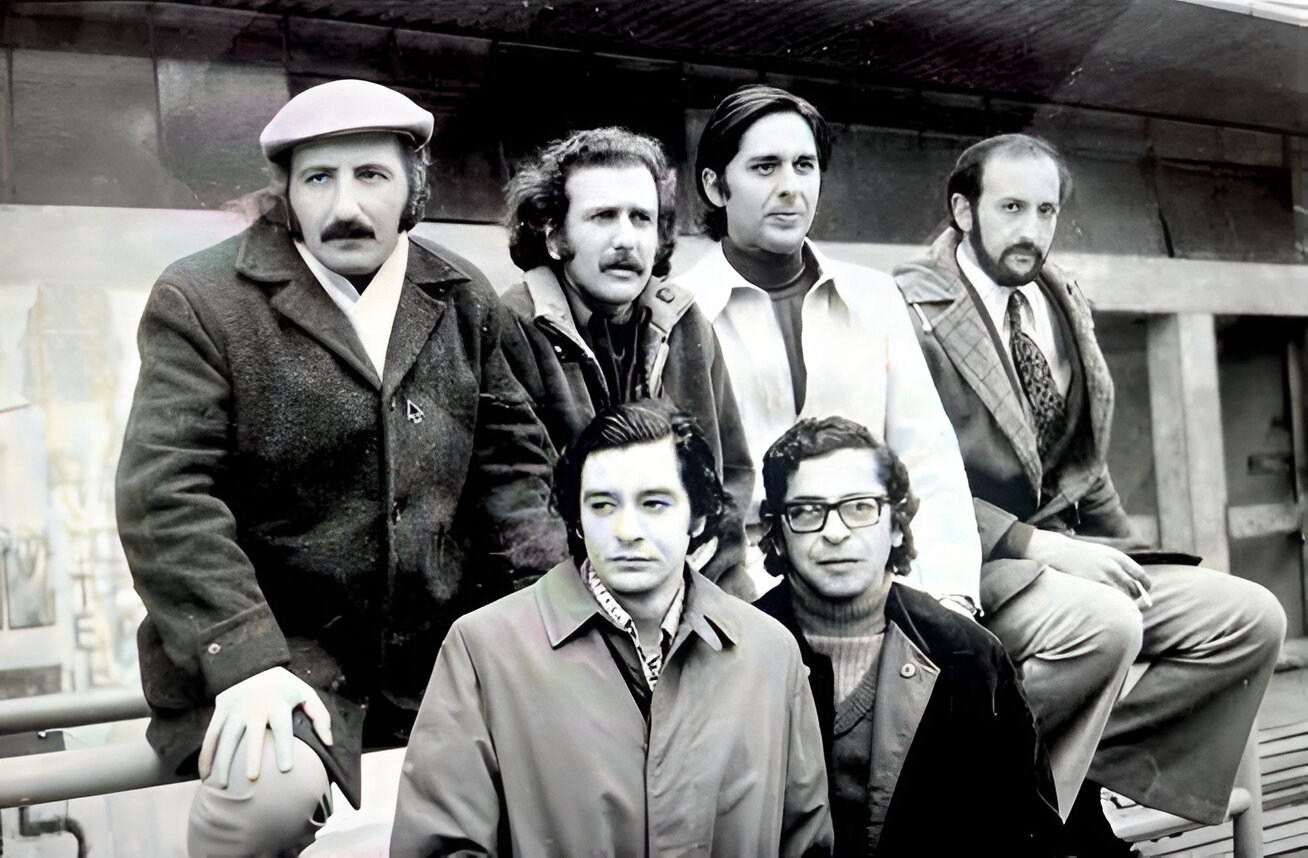
Arriba de Izquierda a Derecha: Roberto Santoro, Carlos Patiño, Rafael Alberto Vásquez y Alberto Costa. Abajo de Izquierda a Derecha: Enrique Courau y Rubén Caccamo.

El Grupo Barrilete fue un colectivo de escritores y escritoras surgido en Buenos Aires a comienzos de la década de 1960, que combinó la actividad poética con una militancia política y cultural sostenida. Sus integrantes mantenían reuniones periódicas, en las que se organizaban lecturas, debates, discusiones teóricas y propuestas editoriales, bajo una dinámica de trabajo colectivo. Una de las principales preocupaciones del grupo fue generar espacios y herramientas para difundir la obra de sus miembros, impulsando la edición de libros y la realización de actividades culturales abiertas que permitieran acercar esas producciones a un público más amplio. Otro de los objetivos era la creación de un gremio de escritores, planteado como alternativa a la Sociedad Argentina de Escritores (SADE), a la que cuestionaban por su falta de representatividad y de acción gremial efectiva. El primer documento cultural elaborado de manera colectiva por los integrantes del Grupo Barrilete fue el “Manifiesto ante la desunión de escritores”, un texto redactado en 1962 con la intención de publicarse en el segundo número de la Revista mural La Cosa. Aunque tanto ese número como el manifiesto no llegaron a publicarse, el texto expresó una crítica explícita a la SADE, denunciando la ausencia de representatividad y señalando una “parcialización de la cultura”. El Grupo Barrilete difundió la producción literaria de sus miembros mediante dos proyectos que compartieron el mismo nombre: Editorial El Barrilete y Revista El Barrilete/Barrilete.

### Editorial El Barrilete
A través de la editorial se publicaron obras de autores y autoras como Carlos Patiño, Alicia Dellepiane Rawson, Miguel Ángel Rozzisi, Felipe Reisin, Leopoldo Marechal, Marcos Silber, Osvaldo Balbi, Martín Campos, Alberto Costa, Horacio Salas y Rafael Alberto Vásquez, entre otros y otras. Por su parte, la revista funcionó como otro espacio de difusión literaria y expresión colectiva del grupo, complementando la labor editorial y fortaleciendo la presencia de sus integrantes en el ámbito cultural porteño de esos años.

### Revista El Barrilete/Barrilete

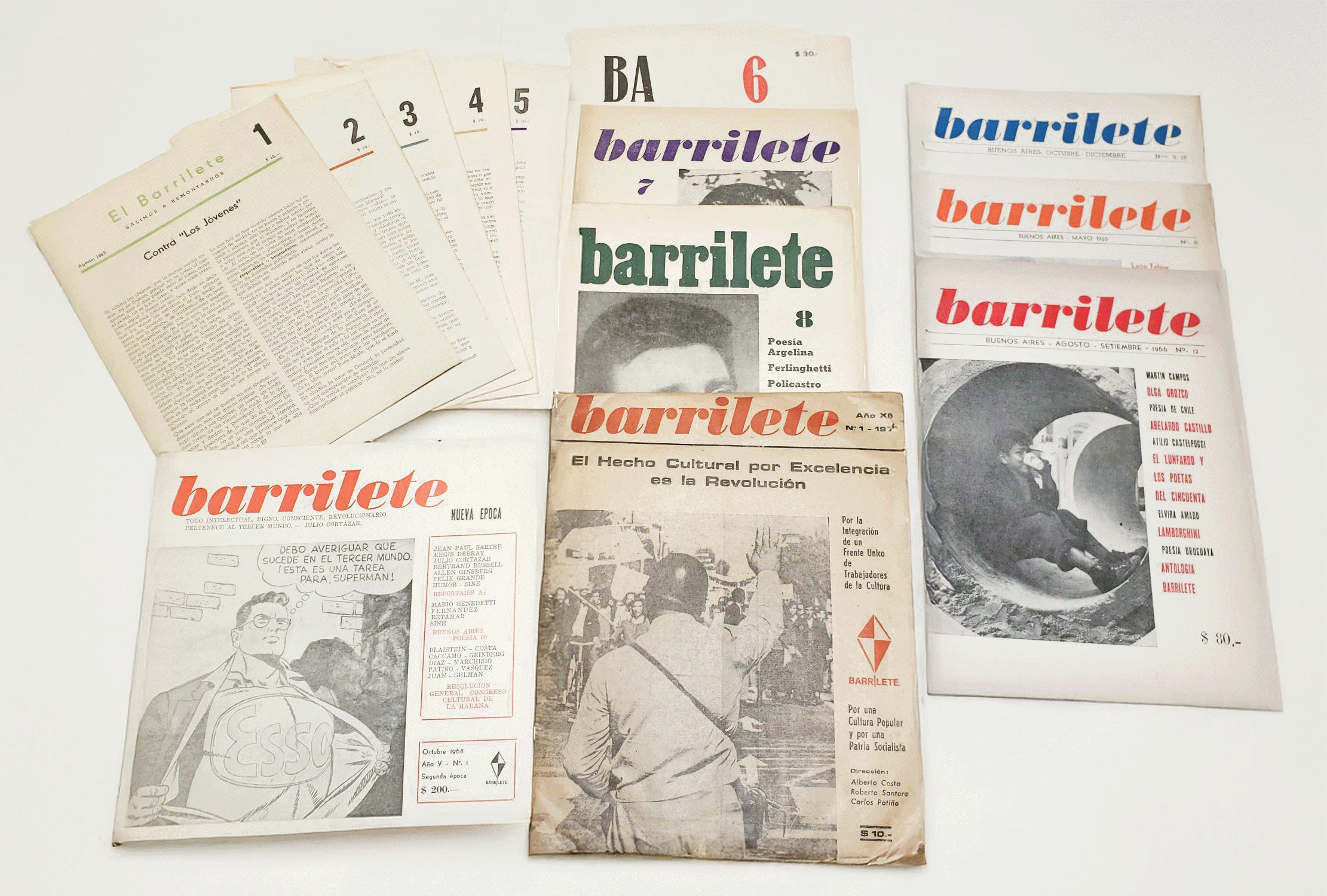
Revistas El Barrilete / Barrilete.

Revista El Barrilete/Barrilete fue una publicación literaria argentina activa entre 1963 y 1974, que reunió un total de 15 números, 7 informes y 2 suplementos especiales. Fue concebida y dirigida inicialmente por Roberto Jorge Santoro. Desde sus orígenes, la revista se propuso ampliar el público lector y acercar la poesía a los sectores populares, rechazando el carácter elitista de la literatura académica y promoviendo una poesía vinculada a las problemáticas sociales y a la vida cotidiana.
La revista atravesó dos etapas diferenciadas. En su primera época, entre 1963 y 1967, la publicación tuvo un carácter artesanal y autogestionado, con Roberto Jorge Santoro a cargo de la edición y producción de los primeros números. A partir de 1964, se consolidó un equipo editorial integrado por escritores como Daniel Barros, Martín Campos, Ramón Plaza, Miguel Ángel Rozzisi, Horacio Salas, Marcos Silber, Rafael Alberto Vásquez, Alberto Costa, Carlos Patiño y Alicia Dellepiane Rawson, quienes asumieron una labor colectiva en el desarrollo de la revista y en la definición de su perfil literario y político. En 1968 se inició la segunda época, marcada por la publicación de Barrilete, Segunda Época N.º 1 —también denominado Barrilete N.º 14—, bajo la dirección de Alberto Costa, Carlos Patiño y Rubén Cáccamo, y que coincidió con el alejamiento de Santoro del proyecto. Esta etapa mantuvo la continuidad de la línea editorial precedente, aunque diversificó sus propuestas y formatos. El último número, Barrilete Año XII N.º 1 o Barrilete Nº 15, apareció en septiembre de 1974, con la reincorporación de Santoro y un formato particular, presentado en sobre. Durante sus años de publicación, El Barrilete difundió una serie de informes, intercalados entre los números regulares, que reunían poemas de diversos autores sobre temas de coyuntura social y política. Estos informes, de carácter urgente y directo, buscaban intervenir en debates públicos y ampliar los márgenes de expresión de la poesía social. Además, se editaron dos suplementos especiales dedicados a antologías poéticas. A fines de 1974, la organización parapolicial conocida como Triple A prohibió la circulación de la revista y persiguió a varios de sus integrantes. Muchos de ellos debieron exiliarse y otros fueron secuestrados y asesinados en los años posteriores, durante la última dictadura cívico-militar.

## Grupo Gente de Buenos Aires

Pedro Gaeta (izq.), Pedro Luis Luchi (centro) y Roberto Jorge Santoro (derecha).

A mediados de la década de 1960, Roberto Jorge Santoro se alejó de Barrilete y participó en la conformación del Grupo Gente de Buenos Aires, un colectivo cultural integrado por el artista plástico Pedro Gaeta, el músico y compositor Eduardo Rovira y los poetas Santoro y Luis Luchi. A diferencia de otros espacios de la época, este grupo no surgió a partir de una publicación ni de un proyecto editorial, sino que se gestó a partir de reuniones informales y actividades culturales de variada naturaleza. En sus primeros años, promovió exposiciones de arte, lecturas poéticas, talleres abiertos y manifestaciones artísticas en el espacio público, sin adoptar un formato rígido ni una estructura formalizada. Estas acciones compartidas permitieron explorar distintas formas de producción artística y consolidar lazos con sectores barriales de la Ciudad de Buenos Aires. El nombre de la agrupación remitía, por un lado, a la pertenencia geográfica de sus integrantes a barrios como Parque Chas, Villa Urquiza, Agronomía, Villa Ortúzar y Chacarita, y, por otro, a la idea de un colectivo de personas, destacando que los artistas formaban parte de la comunidad y no debían situarse al margen de ella. Desde sus inicios, el grupo adoptó como principios el trabajo comunitario y la integración de diversos lenguajes artísticos. Una de sus prioridades fue descentralizar las actividades culturales, que hasta entonces se concentraban en torno a la avenida Corrientes y su circuito habitual, y trasladarlas a espacios barriales. En ese sentido, promovió conciertos, muestras plásticas, lecturas de poesía y presentaciones de libros en clubes sociales, bibliotecas populares, escuelas, galerías independientes y centros culturales emplazados en distintos barrios porteños. Una de sus características distintivas fue la articulación de diversas disciplinas artísticas en un mismo evento, generando encuentros en los que la poesía, la pintura y la música compartían el mismo espacio y dialogaban. A su vez, se procuró establecer una relación directa entre los artistas y su público —integrado mayoritariamente por vecinos de la zona—, favoreciendo entornos participativos, abiertos y horizontales. Esta dinámica supuso también que los artistas asumieran un rol activo en la organización y difusión de las actividades, creando ámbitos de encuentro e intercambio cultural.  Como parte de esa vocación, el Grupo Gente de Buenos Aires impulsó la creación de sellos editoriales propios para difundir obras que conjugaran distintas disciplinas y fueran accesibles para un público amplio. Bajo el sello Editorial Gente de Buenos Aires, el colectivo publicó libros, carpetas y discos en ediciones artesanales y cuidadosamente elaboradas. Estos materiales buscaban divulgar la obra de poetas, narradores, artistas plásticos y músicos, en consonancia con la perspectiva interdisciplinaria que caracterizaba al grupo. En 1971, a partir de una iniciativa de Roberto Jorge Santoro, se fundó la Editorial Papeles de Buenos Aires, cuyo proyecto editorial prolongó los principios del colectivo: autogestión, integración de distintas expresiones artísticas y una orientación popular. En el marco de esta editorial se creó la colección La Pluma y la Palabra, dirigida por Santoro, que llegó a reunir treinta y ocho títulos.

## Santoro editor

Colección «La Pluma y La Palabra», Editorial Papeles de Buenos AIres

La actividad editorial de Roberto Jorge Santoro se definió por una serie de lineamientos que, con matices y variantes según cada proyecto, se mantuvieron como constantes a lo largo de su trayectoria. Uno de los rasgos más destacados fue la elección de caminos alternativos a los circuitos editoriales tradicionales de su tiempo. Santoro priorizó esquemas de autogestión y autoedición, tanto en la producción como en la distribución de los libros que impulsó, evitando los canales comerciales habituales y acercando las publicaciones de manera directa al público lector. Otro aspecto fundamental fue la promoción y difusión de autores jóvenes y emergentes, especialmente aquellos vinculados a los grupos culturales que integró o promovió. En una primera etapa alentó la publicación de poetas integrantes del Grupo Barrilete, fomentando la circulación de obras de autores y autoras que comenzaban a formarse en el ambiente literario porteño. Más adelante, en el proyecto Editorial Doble Ese, dirigido junto a Marcos Silber y Martín Campos, amplió esa búsqueda, orientándola hacia poetas jóvenes y poco conocidos, sin limitarse únicamente a los círculos literarios que frecuentaban, sino abriéndose a voces que permanecían al margen de los grupos organizados.
Si bien el grado de autogestión e interdisciplinariedad varió según cada iniciativa, fue especialmente intenso en experiencias como Editorial Gente de Buenos Aires y Editorial Papeles de Buenos Aires, donde se integraron diversas expresiones artísticas y se adoptaron métodos colectivos y alternativos de edición y circulación. Las ediciones solían presentar un carácter artesanal, en ocasiones realizadas de manera casi casera, pero siempre con un cuidado por lo estético y una clara intención de producir materiales accesibles para un público amplio. Entre los ejemplos más representativos se encuentra Poesía en general (1973), un libro-caja que reunía veinte poemas y dieciocho dibujos de distintos artistas plásticos, impresos en hojas sueltas y sin numerar, dispuesto en un estuche de cartón. También la colección La Pluma y la Palabra, dirigida por Santoro en Editorial Papeles de Buenos Aires, continuó esta línea: publicaba obras en carpetas de papelería de colores diversos, con un diseño uniforme en su exterior y un interior que incluía una ilustración, una breve declaración del autor o autora, datos biográficos y poemas impresos en hojas sueltas de distintos tipos de papel. Estas características reafirmaban la voluntad de romper con los formatos editoriales convencionales y de ofrecer una experiencia de lectura distinta, accesible y comprometida.

## Editoriales y revistas literarias
- Revista Mural La Cosa
- Editorial El Barrilete
- Revista El Barrilete/Barrilete
- Editorial Gente de Buenos Aires
- Editorial Doble Ese
- Editorial Papeles de Buenos Aires  - Colección "La Pluma y la Palabra

## Obras

### Poesía
- Oficio desesperado (Ediciones Cuadernos del Alfarero, 1962)
- De tango y lo demás (Editorial Barrilete, fragmento 1962, versión completa 1964)
- El último tranvía (Editorial Barrilete, 1963)
- Nacimiento en la tierra (Ediciones Cuadernos Australes, 1963)
- Pedradas con mi patria (Editorial Barrilete, 1964)
- En pocas palabras (Ediciones Hechas a mano, 1967)
- Literatura de la pelota (Editorial Papeles de Buenos Aires, 1971)
- A ras del suelo (Editorial Papeles de Buenos Aires, 1971)
- Desafío (Editorial Gente de Buenos Aires, 1972)
- Uno más uno humanidad (Ediciones Dead Weight, 1972)
- En esta tierra lo que mata es la humedad (tragedia musical representada en Buenos Aires, 1972)
- En esta tierra (canciones; música de Raúl Parentella; canto Kiko Fernández; Music Hall, 1972, disco L.P.)
- Poesía en general (Editorial Papeles de Buenos Aires, 1973)
- Cuatro canciones y un vuelo (Editorial Gente de Buenos Aires, 1973)
- Las cosas claras (anti-libros "La trenza loca", 1973)
- Lo que no veo no lo creo (canciones; música y canto Jorge Cutello, 1974)
- No negociable, carpeta (Editorial Papeles de Buenos Aires, 1975)
- Literatura de la pelota (Reedición) (Ediciones Lea, 2007)
- Obra poética completa 1959-1977 (Ediciones Razón y Revolución, 2008)